# Vängelsjön
Vängelsjön är en sjö i Strömsunds kommun i Ångermanland och ingår i Ångermanälvens huvudavrinningsområde. Sjön avvattnas av vattendraget Vängelälven. Sjöns area är 5,828 kvadratkilometer och den befinner sig 218 meter över havet.

## Delavrinningsområde
Vängelsjön ingår i det delavrinningsområde (706893-151887) som SMHI kallar för Rinner till Vängelsjöns dämningsomr.. Medelhöjden är 275 meter över havet och ytan är 10,62 kvadratkilometer. Det finns inga avrinningsområden uppströms utan avrinningsområdet är högsta punkten. Vängelälven som avvattnar avrinningsområdet har biflödesordning 3, vilket innebär att vattnet flödar genom totalt 3 vattendrag innan det når havet efter 132 kilometer. Avrinningsområdet består mestadels av skog (79 procent). Avrinningsområdet har 0,03 kvadratkilometer vattenytor vilket ger det en sjöprocent på 0,3 procent.